# 4098-as busz
A 4098-as jelzésű autóbuszvonal Dusnokpuszta és Sajószentpéter között húzódik, amelyet a MÁV Személyszállítási Zrt. üzemeltet.

## Útvonala
A Borsod-Abaúj-Zemplén vármegyei Sajószentpéter egyik településrészéről, Dusnokpusztáról indul. Útját belterületi szakaszokon kezdi el, majd a 27-es főútra fordul ki, annak is Edelénnyel ellentétes irányú oldalára.
A továbbiakban keresztezi a 260-as főútat, mely a 11 ezres város elkerülőjeként szolgál, a vonal 3. kilométerén ér Sajószentpéternek belterületére. Elsőként a Sajón, aztán a Miskolc–Bánréve–Ózd-vasútvonalon hajt át, a helyi városháza előtt elmenve beletorkollik a 26-os főútba. A 4098-as buszok 5 különböző helyen végállomásoznak a településen, az általuk érintett megállókban elosztva, sorjában a városháza, az edelényi elágazás, a posta, a Semmelweis utcai óvoda és a parasznyai elágazás pontokon, melyek legtöbbje Kazincbarcika irányába található.

## Közlekedése
Indításai hétfő és szombat között mindennap történnek. Egy munkanapi és szabadnapi járatpár hajnalban, egy odairányú iskolai járat tanítási napokon, egy munkanapi járatpár este és egy visszirányú járat hétköznap késő este közlekedik.
Dusnokpuszta kapcsolata sok másik buszvonallal is biztosított (3704, 3707, 3708, 3709, 3711, 3774, 3775, 3793), mely a Dusnokpuszta, bejárati út megállóban valósul meg.

### Járművek
Az indításokat Sajószentpéteren alvó autóbuszok teljesítik. Kizárólag szóló buszok fordulnak meg a járatokon, jellemzően Credo Econell 12, Mercedes-Benz Conecto és Volvo 8700 járművek.
| Viszonylat                                                            | Indításszám | Közlekedési rend |
| --------------------------------------------------------------------- | ----------- | ---------------- |
| Dusnokpuszta, Katalin u. 42. ➝ Sajószentpéter, edelényi elág.         | 1 oda       | munkanapokon     |
| Dusnokpuszta, Katalin u. 42. – Sajószentpéter, posta                  | 1 pár       | munkanapokon     |
| Dusnokpuszta, Katalin u. 42. – Sajószentpéter, posta                  | 1 oda       | szabadnapokon    |
| Dusnokpuszta, Katalin u. 42. ➝ Sajószentpéter, Semmelweis utcai óvoda | 1 oda       | tanítási napokon |
| Sajószentpéter, parasznyai elág. ➝ Dusnokpuszta, Katalin u. 42.       | 1 oda       | munkanapokon     |
| Sajószentpéter, vh. ➝ Dusnokpuszta, Katalin u. 42.                    | 1 oda       | munkanapokon     |
| Sajószentpéter, vh. ➝ Dusnokpuszta, Katalin u. 42.                    | 1 oda       | szabadnapokon    |

## Megállóhelyei
| 0 | Sajószentpéter (Dusnokpuszta), Katalin utca 42. végállomás  | 0.0 km | |
| 1 | Sajószentpéter (Dusnokpuszta), lakótelep (↓)                | 0.4 km | |
| 2 | Sajószentpéter (Dusnokpuszta), bejárati út                  | 0.8 km | 3704, 3707, 3708, 3709, 3711, 3774, 3775, 3793                                                            |
| 3 | Eprestanya                                                  | 2.0 km | 3704, 3707, 3708, 3709, 3711, 3774, 3775, 3793                                                            |
| 4 | Sajószentpéter, Váci Mihály utca                            | 3.5 km | 3704, 3707, 3708, 3709, 3711, 3774, 3775, 3793                                                            |
| 5 | Sajószentpéter, városháza vonalközi végállomás              | 4.1 km | 3704, 3707, 3708, 3709, 3711, 3774, 3775, 3793                                                            |
| 6 | Sajószentpéter, edelényi elágazás vonalközi végállomás      | 4.9 km | 1369, 1384, 1410, 1411 3754, 3761, 3763, 3764, 3765, 3766, 3767, 3769, 3770, 3773                         |
| 7 | Sajószentpéter, posta vonalközi végállomás                  | 5.5 km | 1384 3754, 3761, 3763, 3764, 3765, 3769, 3770, 3773                                                       |
| ∫ | Sajószentpéter, Semmelweis utcai óvoda vonalközi végállomás | ∫      | 4049 |
| ∫ | Sajószentpéter, parasznyai elágazás végállomás              | ∫      | 1369, 1384, 1410, 1411 3754, 3756, 3761, 3763, 3764, 3765, 3766, 3767, 3769, 3770, 3773, 4049, 4050, 4051 |